# Лінія Гінденбурга
49°30′00″ пн. ш. 2°50′00″ сх. д. / 49.5° пн. ш. 2.83333° сх. д.
Лінія Гінденбурга (Siegfriedstellung, Позиція Зігфріда) — розгалужена система оборонних укріплень на північному сході Франції під час Першої світової війни. Була споруджена німцями взимку 1916—17. Лінія простяглась на 160 км (100 миль) від Ленса поблизу Арраса до річки Ени поблизу Суасона.
Лінія складалась із п'яти зон, із півночі на південь:
- Позиція Вотана (Одіна)
- Позиція Зігфрида (Це не те ж саме, що і лінія Зігфрида, споруджена уздовж німецького кордону із Францією перед Другою світовою війною.)
- Позиція Срібного Тополя
- Позиція Брунгільде
- Позиція Крімгільде

Серед усіх позиція Зігфрида вважалася найміцнішою.
Німецьке командування вірило, що нова лінія є непроривною. Проте, її було успішно розірвано у битві на лінії Гінденбурга протягом союзницького стоденного наступу у вересні 1918.